# Marina al-Alamajn
Marina al-Alamajn – egipski kurort na wybrzeżu Morza Śródziemnego z portem jachtowym w Al-Alamajn.

## Badania archeologiczne i prace konserwatorskie
Stanowisko archeologiczne znajduje się około 5 kilometrów na wschód od centrum Al-Alamajn i 96 kilometrów na zachód od Aleksandrii. Na stanowisku znajdują się rozległe pozostałości miasta portowego z okresu grecko-rzymskiego, które funkcjonowało od II wieku p.n.e. do VI wieku n.e.Pozostałości antycznego miasta odkryto w 1985 roku podczas budowy na tym terenie wioski turystycznej. W 1986 rozpoczęto wykopaliska ratunkowe z ramienia Ministerstwa Starożytności Egiptu. W latach 1987–2007 badania archeologiczne prowadził Wiktor A. Daszewski w ramach ekspedycji Centrum Archeologii Śródziemnomorskiej Uniwersytetu Warszawskiego. Następnie kierownictwo projektu archeologicznego przejął Krzysztof Jakubiak. Równolegle, od 1988 r. do chwili obecnej, pracowały tu kolejne polsko-egipskie ekspedycje konserwatorskie pod kierunkiem: arch. Włodzimierza Bentkowskiego (1988–1989), arch. Jarosława Dobrowolskiego (1990–1993) oraz obecna Misja Konserwatorska utworzona w 1995 roku, kierowana przez prof. Stanisława Medekszę (do 2011) i prof. Rafała Czernera z Wydziału Architektury Politechniki Wrocławskiej. Projekt prowadzony jest pod auspicjami CAŚ UW przy współpracy z Wydziałem Architektury PWr oraz Egipską Najwyższą Radą Starożytności.
Obszar prac wykopaliskowych obejmuje nadmorski teren o długości ponad 1000 m i szerokości około 550 m. Przeprowadzone badania archeologiczne i architektoniczne pozwoliły zrekonstruować układ antycznego miasta. Nabrzeże laguny, nad którą było położone, wypełniała infrastruktura portowa. Zachowały się tam pozostałości magazynów. Na południe od strefy portowej znajdowało się centrum miasta z głównym, otoczonym portykami placem, łaźniami hellenistycznymi i rzymskimi oraz sąsiadującą z nimi bazyliką. Centrum miasta otaczały kwartały mieszkalne o gęstej zabudowie. W dalszej części stanowiska odkryto rozległe nekropole oraz drugą bazylikę (wczesnochrześcijańską). Nekropola funkcjonowała od schyłku II wieku p.n.e. do IV wieku n.e. Charakteryzuje ją stosunkowo dobry stan zachowania oraz wyjątkowa różnorodność form grobowców, odkryto kilkadziesiąt grobów różnego typu, niektóre z nich nie były wcześniej znane z terenu Egiptu lub były odkrywane w bardzo złym stanie zachowania.